# Bank Spółdzielczy w Dąbrowie Tarnowskiej
Bank Spółdzielczy w Dąbrowie Tarnowskiej – bank spółdzielczy z siedzibą w Dąbrowie Tarnowskiej w Polsce. Bank jest zrzeszony w Banku Polskiej Spółdzielczości SA.

## Historia
26 lipca 1870 zarejestrowano Towarzystwo Zaliczkowe w Dąbrowie. W 1922 zmieniło ono firmę na Bank Spółdzielczy. W kolejnych latach zostały przyłączone placówki w Radgoszczy, Oleśnie i na końcu w Gręboszowie.

## Władze stan (wrzesień 2021)
W skład zarządu banku wchodzą:
- prezes zarządu
- 2 członków zarządu

Prezes Zarządu Bogdan Kozioł, Wiceprezesowie Zarządu: Agnieszka Szymczakowska, Piotr Janik.

## Placówki
- Centrala w Dąbrowie Tarnowskiej, ul. Jagiellońska 1a
- Oddziały:
  - Olesno
  - Gręboszów
  - Tarnów od 1 lutego 2021
- SPK – Radgoszcz